# Guðmundur Gunnarsson
Guðmundur Gunnarsson (Reykjavík, 29 ottobre 1945) è un politico ed elettricista islandese.

## Biografia
Padre della cantante Björk e di Inga Hrönn Guðmundsdóttir, è una figura nota a livello nazionale per essere stato il leader dell'RSÍ (Rafiðnaðarsamband Íslands), l'Unione Federale degli Elettricisti, a partire dal 1993.
Si è abilitato come elettricista qualificato nel 1966; nel 1969 ha conseguito la laurea in ingegneria elettrica presso la Tækniskóli Íslands di Reykjavík e dal 1978 ha cominciato a insegnare all'Università d'Islanda.
È stato rappresentante municipale del Partito dell'Indipendenza (Sjálfstæðisflokkurinn) a Reykjavík dal 1994 al 1998, vicegovernatore della Federazione Islandese del Lavoro nel 1994, e presidente della Federazione Nordica dei Sindacati degli Elettricisti dal 1994 al 1996 e dal 2004 al 2006.
È autore di vari manuali per elettricisti.